# カン・ヘミ
カン・ヘミ（漢字表記:姜惠美、ハングル表記:강혜미、女性、1974年4月27日 - ）は、大韓民国の元バレーボール選手。元大韓民国代表。
釜山広域市出身。慶南女子高校（韓国語版）卒業後は実業団チームのソンギョン・インダストリー（現SKグループ）に入団し、1994年から2004年まで大韓民国代表として活躍した。チーム廃部に伴い、1998年に実業団の現代建設（当時）に移籍し、現代建設黄金期の司令塔として活躍した。2004年のアテネオリンピックをもって現役を引退し、現在は高等学校教員を務める。

## 代表歴
- 三大大会
  - オリンピック - 1996年（6位）、2000年（8位）、2004年（5位）
  - 世界選手権 - 1994年（4位）、1998年（9位）、2002年（6位）
  - ワールドカップ - 1999年（4位）、2003年（6位）
- その他大会
  - アジア選手権 - 1997年（銀メダル）、1999年（銀メダル）

## 所属クラブ
- シンギョン・インダストリー（現SKグループ）（1992-1998年）
- 現代建設 （1998-2004年）

## エピソード
元大韓民国代表のチャン・ソヨンとは同い年同郷で、同じ所属クラブチームを共に歩んだ。ヘミとソヨンの高速Cクイックは有名である。

## 参考
1. 1 2 3 4 5 6 7  FIVB. “Player's biography”. 2015年1月1日閲覧。
2. ↑  『月刊バレーボール』 2014年11月号 126ページ